# 피에르 졸리베

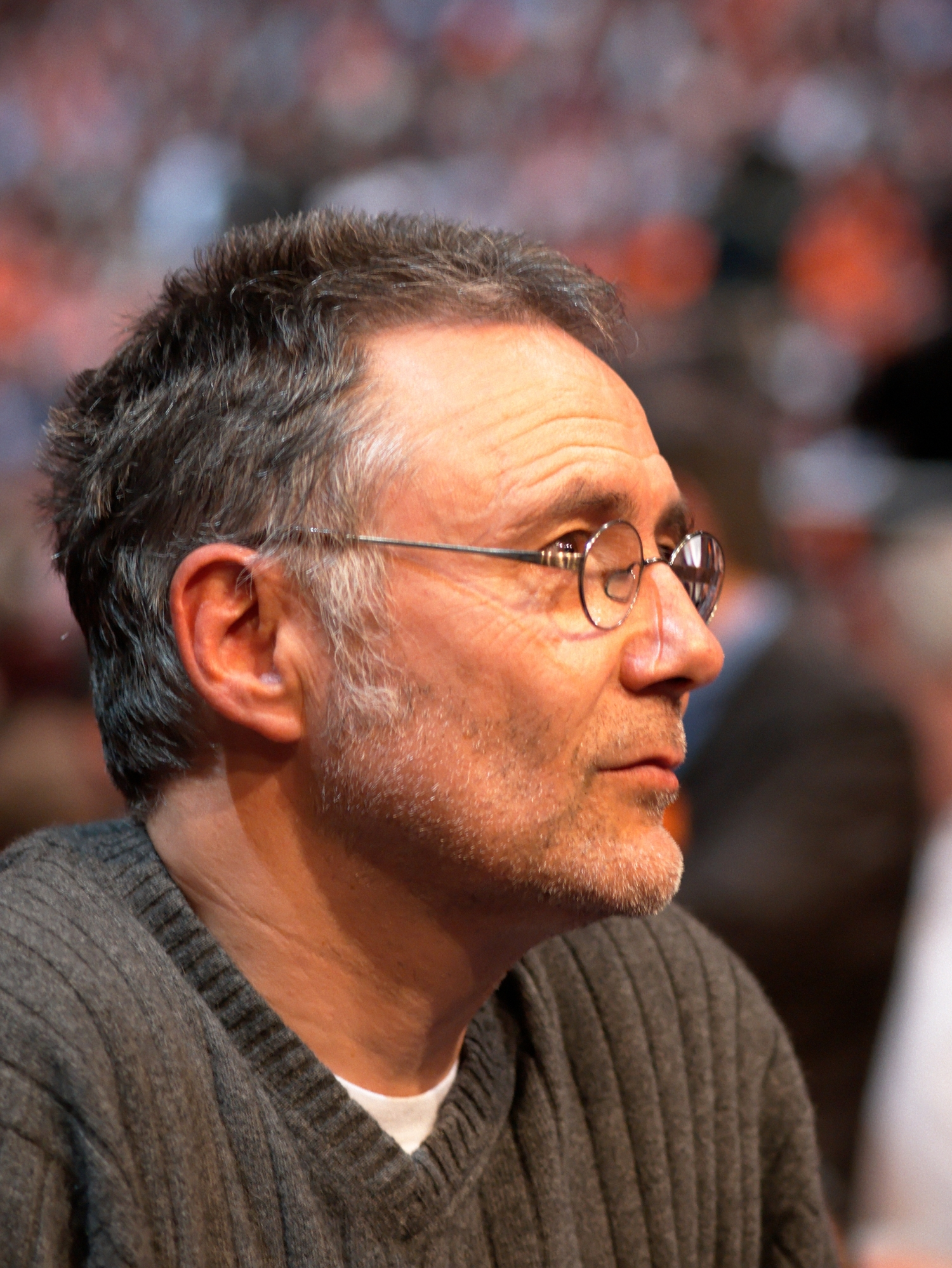

피에르 졸리베(Pierre Jolivet, 1952년 10월 9일 ~ )는 프랑스의 배우, 영화 감독, 각본가, 영화배우, 영화 프로듀서이다.
생망데에서 태어났다.

## 영화
- 파이어맨 (2017년)
- 더 나잇 와치맨 (2014년)
- 암드 핸즈 (2012년)
- 나는 내가 좋아하는 것을 믿는다 (2007년)
- 온리 걸스 (2003년)
- 나의 우상 (2002년)
- 전사의 형제 (2002년)
- 나의 작은 회사 (1999년)
- 인 올 이노센스 (1998년)
- 프레드 (1997년)
- 란제리 (1997년)
- 단순한 인간 (1991년)
- 어쩔 수 없는 사정 (1989년)
- 캥거루의 콤플렉스 (1986년)
- 완전한 사람 (1985년)
- 서브웨이 (1985년)
- 마지막 전투 (1983년)